# Adalvard den yngre
Adalvard den yngre, i livet i juni 1069, död före 1072, var en tysk missionsbiskop verksam i Sverige. Han vigdes till biskop i Sigtuna av Adalvard den äldre. Mot kyrklig ordning åtog han sig självrådigt skötseln av Skara stift efter Adalvard den äldres död 1064, då den utsedde efterträdaren Acilinius aldrig tillträdde ämbetet.                                                                  

## Biografi
Adalvard försökte förgäves att hitta ärkebiskop Unnis grav i Birka.
Enligt sägnen predikade han i Sigtuna  med så stort bifall att hedningarna vid en enda mässa offrade till honom 72 marker silver och många lät döpa sig. Han hade med biskop Egino i Lund gjort upp en plan att förstöra avgudatemplet i Uppsala och på så sätt med ett slag krossa hedendomen i Sverige. Kung Stenkil avstyrde försiktigtvis detta företag, som han fruktade skulle bringa fördärv över de kristna. Hedningarna, som fått reda på det tilltänkta dådet, fattade ett sådant hat till Adalvard att han måste fly till Götaland där han i sällskap med Egino utan hinder slog ned Frejas och övriga hednagudomligheters bilder.
Efter Adalvard den äldres död i Skara inkräktade han på dennes biskopsstol, men hemkallades på grund av detta, troligen före 1068. Han avled kort därefter. I juni 1069 var han dock fortfarande verksam, och undertecknade han en urkund i Bremen. Vissa uppgifter om Sverige i Adam av Bremens historia härstammar från Adalvard.